# Vorsicht, Autodieb!
Vorsicht, Autodieb! (DDR-Titel: Autoaffären; russischer Titel: Берегись автомобиля/ Beregis awtomobilja, übersetzt „Achten Sie auf Autos“) ist eine sowjetische Krimikomödie aus dem Jahr 1966 von Regisseur Eldar Rjasanow.

## Handlung
Der Versicherungsvertreter Juri Detotschkin bleibt tagelang seinem Arbeitsplatz fern, um – wie er sagt – kranke oder im Sterben liegende und entfernt wohnende Verwandte zu besuchen. In Wirklichkeit stiehlt er jedoch Autos, die er aber nur Schiebern, geschmierten Beamten oder anderen undurchsichtigen Gestalten abnimmt, um die Fahrzeuge dann in anderen Regionen der Sowjetunion zu verkaufen und die Erlöse an Kinderheime zu überweisen. Sowohl Detotschkins Mutter als auch seiner Verlobten, der Trolleybus-Fahrerin Ljuba, denen er erzählt hat, er fahre auf Dienstreisen, scheinen diese Reisen verdächtig.
Auch der scharfsinnige Kriminalist Maxim Podberesowikow, der im Fall der Autodiebstähle ermittelt, kommt ihm langsam auf die Spur. Wie es der Zufall will, spielen Detotschkin und Podberesowikow beide in derselben Laienspielgruppe Theater, lernen sich dort kennen und freunden sich an. Bei einer Shakespeare-Inszenierung kommt es zum Showdown.

## Hintergrund
Der Film, bei dem ein Staraufgebot der damaligen sowjetischen Filmkunst mitwirkte, gehört noch heute zu den beliebtesten russischsprachigen Filmkomödien.
Im DEFA-Filmvertrieb lief er unter dem Titel Autoaffären.

## Kritiken
Der Evangelische Film-Beobachter zieht folgendes Fazit: „Ein gesellschaftskritischer Unterhaltungsfilm aus der UdSSR, der zwar etwas umständlich gemacht, aber wegen seiner Menschlichkeit und der großen schauspielerischen Leistung von Hamlet-Darsteller Innokenti Smoktunowski und auch der anderen Akteure zu empfehlen ist.“

## Einzelnachweis
1. ↑  Evangelischer Presseverband München, Kritik Nr. 322/1967